# Pismo pape Ivana X. kralju Tomislavu, zahumskom knezu Mihajlu, biskupima i puku
Pismo pape Ivana X. kralju Tomislavu, zahumskom knezu Mihajlu, biskupima i puku pisano je u Rimu 925. godine. Papa Ivan X. u pismu je na latinskom jeziku splitskog biskupa Ivana i druge dalmatinske biskupe prekorio da su dopustili da u Dalmaciji zavlada Metodijeva doktrina. Također, u pismu potiče kralja Tomislava da se u njegovoj državi otvore škole u kojima će se mladež poučavati na latinskom, a ne na barbarskom slavenskom jeziku. Ovo pismo sačuvano je u djelu koje povjesničari nazivaju Historia salonitana maior u prijepisu iz 16. stoljeća i još nekoliko drugih. Potonji se prijepis  čuva u Vatikanu (Biblioteca della congregazione di Propaganda Fide).
U pismu se Tomislava naziva kraljem (Tamisclao, regi Crouatorum), dok se humskog kneza naziva vojvodom (Michaeli, excellentissimo duci Chulmorum).

## Vanjske poveznice
- Tomislav - najveći hrvatski kralj  Arhivirana inačica izvorne stranice od 15. lipnja 2015. (Wayback Machine)